# Acteoninidae
Acteoninidae zijn een uitgestorven familie van weekdieren uit de klasse van de Gastropoda (slakken).

## Taxonomie
De volgende taxa zijn in de familie ingedeeld:
- Onderfamilie  † Acteonininae Cossmann, 1895
- Onderfamilie  † Meekospirinae Knight, 1956